# 전동장
전동장(典洞莊)은 서울특별시 종로구 견지동 85-18에 있었던 조선 후기의 무신 윤웅렬과 대한제국과 일제강점기의 독립운동가, 계몽사상가, 교육인인 좌옹 윤치호가 살던 대저택을 말한다. 전동장과는 별도로 안국동의 윤보선 사저는 안동장이라고 불렀다.
1860년경부터 1905년까지 윤웅렬이 거주했고, 1905년부터 1945년까지는 좌옹 윤치호가 거주하던 저택으로 본래는 윤치호의 아버지 윤웅렬이 매입한 자택이었다. 본래 한옥 가옥이었다가 양옥으로 확장되었다. 1950년 6.25 전쟁 때 파괴되었다.

## 위치
현재의 목인박물관 남쪽 신작로 건너편이며 백악미술관과 관훈갤러리의 서쪽 지역, 아라아트센터 동쪽 바로 옆 지역에 존재했던 건축물이다.

## 개요
전동장은 1860년경 윤웅렬이 한성부 종로방 전동(현, 서울특별시 종로구 견지동 85-18)에 마련한 저택이다. 충청남도 아산군 둔포면 신항리 출신인 윤웅렬은 관료 생활을 하면서 한성에 거주지를 마련하고 뒤이어 동생 윤영렬 내외도 불러들였다. 8세 무렵까지 아산 고택에서 살면서 한학을 수학하던 윤치호 역시 경성으로 올라와 이곳에서 살게 됐다. 윤웅렬의 아들 윤치왕과 윤영렬의 아들 윤치영, 윤영렬의 손자인 윤일선과 윤보선 등이 전동장에서 출생하였다.
또한 전동장 근처에는 윤웅렬의 별장이 있었는데 윤웅렬의 별장은 반계 윤웅렬 별서라는 이름으로 현존하고 있다. 윤웅렬은 아산 고택으로 알려진 본가와 한성부에 마련한 전동장을 오가면서 생활했다.
윤웅렬의 조카 윤치오가 교동에 집을 마련하고 조카 윤치소는 안국방에 집을 마련함으로써 윤영렬 일가는 분가해서 살게 되었다. 윤웅렬은 아산 둔포면의 고택과 한성부 자택을 오가면서 살다가 1905년 을사 보호 조약 이후 전동 저택은 장남 윤치호에게 넘겨주고 아산으로 내려가 여생을 보냈다.
윤치호는 경성 YMCA의 간부이자 기독교운동가, 교육 계몽운동가로 1911년 105인 사건으로 투옥되어 1915년 석방되는 시점을 제외한 나머지 기간을 경성부 전동 자택에서 계속 거처하였다. 그가 투옥되어 살 때에도 그의 가족들은 전동장에서 계속 거주하였다. 윤치호가 경성 YMCA의 총무와 회장, 중앙YMCA연합회의 총무와 회장을 지냈고, 신민회의 창립 멤버, 흥업구락부의 창립자 등으로 활동함으로써 전동장은 경성 YMCA 청년회와 중앙 YMCA 청년회, 신민회, 흥업구락부의 비밀 회의 장소로도 활용되었다.
이후 윤치호는 1945년 8월 광복 직후 개성부 송도면 광문암동의 고려정으로 거처를 옮길 때까지 계속 종로구 견지동의 전동장에서 거주하였다. 전동장은 1950년 6.25 전쟁 때 조선인민군의 폭격으로 파괴되었다.

## 같이 보기
| - 이화장 - 경교장 - 삼청장 - 돈암장 - 안동장 - 윤웅렬 - 반계 윤웅렬 고택 - 반계 윤웅렬 별장 | - 윤치호 - 윤승구 고택 - 윤일선 고택 - 윤치호 묘역 - 부암정 |